# Кусса
Кусса́ (фр. Coussa) — коммуна во Франции, находится в регионе Юг — Пиренеи. Департамент коммуны — Арьеж. Входит в состав кантона Вариль. Округ коммуны — Памье.
Код INSEE коммуны — 09101.

## Население
Население коммуны на 2008 год составляло 217 человек.
| 1962 | 1968 | 1975 | 1982 | 1990 | 1999 | 2008 |
| ---- | ---- | ---- | ---- | ---- | ---- | ---- |
| 116  | 154  | 120  | 126  | 149  | 201  | 217  |

## Экономика
В 2007 году среди 158 человек в трудоспособном возрасте (15—64 лет) 113 были экономически активными, 45 — неактивными (показатель активности — 71,5 %, в 1999 году было 69,9 %). Из 113 активных работали 104 человека (56 мужчин и 48 женщин), безработных было 9 (3 мужчины и 6 женщин). Среди 45 неактивных 11 человек были учениками или студентами, 20 — пенсионерами, 14 были неактивными по другим причинам.